# تات‌های ایران
تات‌های ایران (به تاتی: Irune Tâtun، ایرون تاتون) یا تات‌های جنوبی از اقوام ایرانی‌تبار هستند و به شکل پراکنده و نقطه‌ای در شمال ایران (از آذربایجان تا شمال خراسان) زندگی می‌کنند. بیشتر جمعیت تات‌های ایران در استان‌های مرکزی، قزوین، تهران، کرج، اردبیل، زنجان و خراسان شمالی دماوند، دانسفهان، سگزآباد، اشتهارد، ابراهیم‌آباد، ایوانکی، برغان، زیاران، خوزنان، آقچری، طالقان، امیرنان، خیارج، زرندیه، شال، اسفرورین، شهر تاکستان، الموت، سپوهین، جولفاده، موشقین، و شاهرود، خلخال، رودبار، طارم، عمارلو و جاجرم و اسفراین و شهرستان گرمه شهرستان آران و بیدگل استان اصفهان دیده می‌شوند.
مردم تات ایران مسلمان (عمدتاً شیعه) و همچنین زرتشتی، هستند و به زبان تاتی ایران از گروه زبان‌های ایرانی شمال غربی و زبان تاتی قفقاز از گروه زبان‌های ایرانی جنوب غربی سخن می‌گویند. این زبان به زبان‌های فارسی، مازندرانی، تالشی و گیلکی نزدیک هست ولیکن با آنها متفاوت است. تات‌های ساکن قفقاز خود را ایرانی می‌دانند. تات‌های ایران، بیشترشان در شهرستان‌های تاکستان، اشتهارد در استان قزوین زندگی می‌کنند و این منطقه، بزرگ‌ترین منطقهٔ تات‌نشین ایران است از جمله شهرهای تات‌زبان سگزآباد. دانسفهان، خوزنین، شال، اسفرورین، خیارج و ابراهیم است. بقیه نیز در استان‌های مرکزی روستاهای وفس، گورچان (فراهان)، چهرقان الویر، ویدر و فرک، خراسان شمالی، سمنان، زنجان، البرز، آذربایجان شرقی، اردبیل (بخش شاهرود) و همچنین در مناطق برغان، چندار، به سر می‌برند.
در زنجان در روستاهای خوئین و سفیدکمر به زبان تاتی سخن می‌گویند. همچنین در زنجان زبان تاتی از بخشی از شمال طارم علیا دامنه کوه البرز بجای مانده است که در حدود ۸ روستاچرزه، باکلور، جمال آباد، قسمتی از آبادی هزارود، بندرگاه، سیاورود، نوکیان، قوهیجان به زبان تاتی صحبت می‌کنند. عدهٔ زیادی از تات‌های ایران نیز به تهران به ویژه مناطق شرق تهران مهاجرت کرده‌اند. همچنین تات‌ها جمعیت کثیری از ساکنان کوهستان‌های جنوبی گیلان را تشکیل داده‌اند.

## ریشه و کاربرد واژهٔ تات
کلمه تات در ترکی معادل عجم در عربی می‌باشد. به‌طوریکه اگر کسی نتواند ترکی بگوید یا بفهمد، به او تات می‌گفتند.
تات واژه‌ای است که ترک‌زبانان برای مردم ایرانی‌زبان و ایرانی‌تبار یک‌جانشین به‌کار برده‌اند.
به گفته هونی (۱۹۵۷) فارسی‌زبانان را تات می‌نامیدند.
شمس الدین سامی در کتاب قاموس ترکی ذیل واژهٔ «تات» می‌نویسد: «ترکانِ قدیم، ایرانیان و کُردهایی را که زیر فرمان خود داشتند، تات می‌نامیدند.»
قدیمی‌ترین سندی که از کلمهٔ تات در آن استفاده شده، کتیبه‌های اورخون است. تات در این کتیبه‌ها ظاهراً به معنای «اتباع» و «رعایا» استفاده شده است. لفظ «تات» علاوه بر این‌که بر ایرانیان و یک‌جانشینان اشاره می‌کرد، عنوانی بوده که قبل از حکومت ایل‌خانی به عناصر خارجی سرزمین‌های ترکان (احتمالاً خارجی‌های یک‌جانشینِ ترکستان، بعضی قبایل ترک، اقوام مغلوب و ساکنان مناطق تحت تصرف ترکان) گفته می‌شد.
استعمال کلمهٔ «تات» در بین ترکان ساکن ایران رواج داشته ولی انعکاس آن در ادبیات فارسی بسیار کم است. همچنین در دیوان لغات ترک کاشغری، تات به شکل تَت نیز ضبط شده و به معنای ایرانی، فارسی، فارسی‌زبان و کافر اویغوری آمده است. تاتارهای کریمه نیز مسیحیان یونانی را که در سلطنت کاترین دوم (۱۷۶۲–۱۷۹۶) و در فاصلهٔ ۱۱۸۹–۱۱۹۲/ ۱۷۷۵–۱۷۷۸ به ناحیهٔ ماریوپول (ژدانوف امروزی) واقع در کنار دریای آزوف مهاجرت کرده بودند، تات می‌نامیدند.

## قوم تات
مردمی که امروزه تات نامیده می‌شوند، در نواری منقطع از کوهستان قفقاز تا کوه‌های خراسان پراکنده‌اند. سرنوشت تاریخی مردم تات هرچه بوده در نهایت به این انجامید که تات‌ها در نواحی دور افتاده و روستاهای صعب‌العبور و حاشیه‌ای بقاء خود را به‌دست آورند. امروزه همان‌طور که گفته شد این مردم در گستره وسیعی از ایران حضور دارند.
با توجه به داده‌های جمعیت‌شناختی موجود و صحبت‌هایی که با اهالی تات‌نشین مناطق مختلف ایران شده، می‌توان به صورت تقریبی گفت که در حدود بیش از چهارصد هزار تات در ایران زندگی می‌کنند که در گذشته عمدتاً از حضور دیگران آگاهی خاصی نداشتند و عموماً بیشترشان به صورت جزایری مجزا از هم زندگی می‌کردند. امروزه هم اطلاعاتی کلی از یکدیگر دارند که به عنوان مثال تات‌نشین‌های دشت تاکستان به ندرت یکی از تات‌نشین‌های اطراف بجنورد را دیده‌اند، چه برسد به اینکه ارتباطی با هم داشته باشند.
در مجموع می‌توان مردم تات ایران را در چند ویژگی مشترک خلاصه کرد: ۱- زبان تاتی، که در تمام مناطق تات‌نشین، وجود دارد. ۲- منشأ و تبار مشترک ۳- تاریخ و سرنوشت تاریخی مشترک که سبب شده وضعیت تاریخی مشابهی را داشته باشند. ۴- سنت و میراث فرهنگی مشترک. باید گفت از آنجا که زبان تاتی، یک زبان غیرمکتوب است و فرهنگ آن‌ها نیز یک فرهنگ شفاهی است، لذا مهم‌ترین و اصلی‌ترین محمل فرهنگی آنها، زبان‌شان بوده که سنت فرهنگی‌شان را در طی سال‌ها و قرون متمادی تا به امروز انتقال داده است.

## تات‌های ایران
در ایران پراکندگی تات‌ها دامنه قابل توجهی دارد. تا قرن گذشته، مردمی که در سرزمین‌های میان مانقوطای سراب و نیر اردبیل سکونت داشتند، مخلوطی از تات‌ها و شاهسون‌ها بودند و طول مسیر رودخانه‌های بالق لو و قره‌سو تا رودخانه ارس نیز در دست تات‌ها بود. اینان در همان زمان مدت‌ها بود که زبان خود را فراموش کرده بودند و به ترکی سخن می‌گفتند. دره شاهرود خلخال، بزرگ‌ترین محل تجمع تات‌ها در استان اردبیل است. حدود چهل روستا در این دره و یکی دو ناحیه دیگر خلخال، تات‌نشین است. در قزوین استان تات نشین جهان نیز انبوهی از تات‌ها سکونت دارند. به‌طوری که تاکستان بزرگ‌ترین شهر تات نشین جهان در مرکز آن قرار دارد. در سال ۱۲۷۶ به دستور علیقلی میرزا اعتضادالسلطنه، وزیر علوم و صنایع و تجارت، لغات رایج در میان تات‌های بلوک زهرا رامند و تاکستان و دیگر روستاهای تات‌نشین جنوب قزوین جمع‌آوری گردید و کتابی تألیف شد با عنوان رساله لغات فرس قدیم که اهل قزوین را از قبایل قدیم ایران و مردمی پهلوی‌زبان معرفی کرده است. شمس‌العلما محمدمهدی عبدالرب آبادی، از مؤلفان نامه دانشوران، از این طایفه بود. حضور تات‌ها در مازندران و استرآباد نیز سابقه‌ای طولانی دارد؛ از قرن دهم به بعد، تات‌ها یکی از گروه‌های جمعیتی ولایت استرآباد بوده‌اند. سلطانعلی تات در صفر ۱۰۰۵، استشهادنامه رعایا و مالکان قریه چوپلانی استرآباد را دربارهٔ حقابه آن روستا تأیید کرده بود. در دوره نهضت مشروطه، زبان تاتی در ولایت استرآباد رایج بود و گروه‌هایی از تات‌ها در بلوک سدن رستاق استرآباد و شهر اشرف (بهشهر امروزی) سکونت داشتند.

تات‌های ایران که به تات‌های جنوبی شهرت یافته‌اند، در شهرها و روستاهای زیر زندگی می‌کنند:
- اشتهارد و روستاها و دهستان‌های اطراف (پسوند اوا در زبان تاتی همان آباد است): شامل مرادتپه، صحت آباد، جعفرآباد، قزل حصار، رحمانیه، مهدی‌آباد، فرد آباد، مختارآباد، عبدالله آباد، کوشک اوا، مروت اوا، پلنگ اوا، اوپشته، گنگ، جارو، نکوجار، قرقرک و بوجعفر.

رودبار قصران، بومی‌های شمال تهران شامل بومی‌های قدیمی تجریش و شمیران و دماوند و ایوانکی و لواسان کوچک و بزرگ و روستاهای اطراف آن‌ها. (البته بعضی از روستاهای شهرستان دماوند مهاجرنشین و کرد یا ترک زبانند مانند روستای حصار یا سربندان که کرد هستند)
- در شهرستان تاکستان؛ شهر تاکستان و در بخش اسفرورین، شهر اسفرورین و روستای قرقسین، تات زبان‌اند.
- در الموت غربی قزوین؛ روستاهایی نظیر سپوهین، جلفاده یا جولاده، موشقین و … تات زبان هستند.
- در شهرستان بوئین زهرا؛ شهرهای شال، دانسفهان سگزآباد و روستاهای خیارج، خوزنین، خروزان، ابراهیم‌آباد و و …[۱۵][۱۶] تات زبان هستند.
- در شرق استان قزوین و غرب[۱۷] و روستاهای صمغ آباد، طیخور، توداران، آقچری، خوزنان، جزمه، آتانک، قاضی کلایه، ابراهیم‌آباد، کهوان، دارالسرور، میان‌کوه و کذلک، و روستاهای رزجرد، شترک ماخورین، شینقر، اردبیلک، الولک، حصار خروان، باورس، چناسک و … در کوهپایه قزوین تات‌زبان هستند.
- در اردبیل؛ مناطقی مانند خلخال(کلور، درو، اسبو، اسکستان، شال، کرین، لرد، گیلوان، کرنق)، طارم، پیله‌زیر و کجل.
- در زنجان؛ حدود در حدود ۸ روستا به نام‌های (چرزه، باکلور، جمال آباد، قسمتی از آبادی هزارود، بندرگاه، سیاورود، نوکیان، قوهیجان) تات هستند و مردم روستاهای سفید کمر، سعید آباد علیا، سعید آباد سفلی و خوئین در شهرستان ایجرود نیز به زبان تاتی سخن می‌گویند.
- در استان مرکزی؛ در (شهرستان کمیجان) روستاهای وفس، چهرقان، گورچان (فراهان) و فرک تات هستند. این روستاها به فاصله ۱۰۰ تا ۱۲۰ کیلومتری شهر اراک و در شمالی‌ترین نقطه استان مرکزی واقع شده‌اند. مناطق کوهستانی و خوش آب و هوا و شغل مردم روستاها کشاورزی، باغداری و دامداری است که به دلیل مواجه شدن با کمبود آب و عدم توجه مسئولان به نیاز مردم و نیروهای انسانی جوان، به شدت روستاها خالی از سکنه می‌شوند و در شهرهای مانند تهران، قم، اراک، کرج و… سکونت می‌نمایند. دربخش خرقان شهرستان زرندیه نیز روستاهای الویر و ویدر تات زبان هستند.
- استان خراسان شمالی؛ در شهرستان اسفراین روستای‌های نیش کش، بیدواز و در شهرستان بجنورد دز بخش گرمخان و روستای‌های قلعه محمدی، گیفان پایین، گیفان بالا، میانزو، رزقانه{جودر} و در شهرستان جاجرم بخش جلگه شوقان، شهر سنخواست و روستاهای دوبرجه، طبر، جوشقان، کرف، خراشا، غمیطه، جربت اسلام‌آباد، ارک و اندقان، در شهرستان فاروج روستاهای استاد، خسرویه، مایوان در شهرستان شیروان روستای‌های برزل آباد، گلیان، برزلی به تاتی صحبت می‌کنند. در این مناطق، لهجه تاتی، زبان اصلی مردم است و در برخی روستاها، تات‌ها همراه با سایر اقوام و به ویژه با کردها زندگی می‌کنند. تات‌های ساکن بجنورد شامل طوایف گیفانی، گلیانی، گرمه‌ای، جاجرمی، رازی، سنخواستی، خراشاهی، جربتی، کرفی، طبری، جوشقانی، فیروزه‌ای، آساکی (پارتی)، اردغانی، بیدوازی، روئینی، مشهد طراقی و برخی طوایف خاوری است.[نیازمند منبع]
- در استان گیلان؛ در بخش عمارلو شهرستان رودبار شهر جیرنده و نیمی از روستاها تات زبان هستند.

## نقش زبان تاتی در جنگ ایران و عراق
در جنگ هشت ساله ایران و عراق زبان تاتی نقش تعیین‌کننده ایی در پیروزی اطلاعاتی ایران ایفا کرد؛ ضداطلاعات ارتش عراق با شنود مکالمات بیسیم چی‌های ایرانی متوجه تحرکات و برنامه‌های عملیاتی ارتش و سپاه ایران می‌شدند و نیروهای ایرانی از هر کدام از گویش‌ها و زبان‌های ایرانی برای مکالمات بیسیم چی‌ها استفاده می‌نمودند، توسط استخبارات و ضداطلاعات ارتش بعث عراق شنود و ترجمه می‌شد؛ تا اینکه از گویشوران زبان تاتی در دو سوی بیسیم‌های نیروهای ایرانی استفاده شد و ارتش بعث عراق و هیچ‌یک از همپیمانانش تا پایان جنگ نتوانستند هیچ‌کدام از مکالمات اطلاعاتی عملیاتی ایران را رمزگشایی کنند.

این بیسیم چی‌ها از سه روستای وفس و گورچان (فراهان) و چهرقان استان مرکزی انتخاب شده بودند؛ در سال ۱۳۷۰ و سه سال بعد از پایان جنگ، سپهبد امیر صیاد شیرازی فرمانده وقت نیروی زمینی ارتش ایران با حضور در این دو روستا و افشای این موضوع، از مردم و شهدای این دو روستا قدردانی کرد

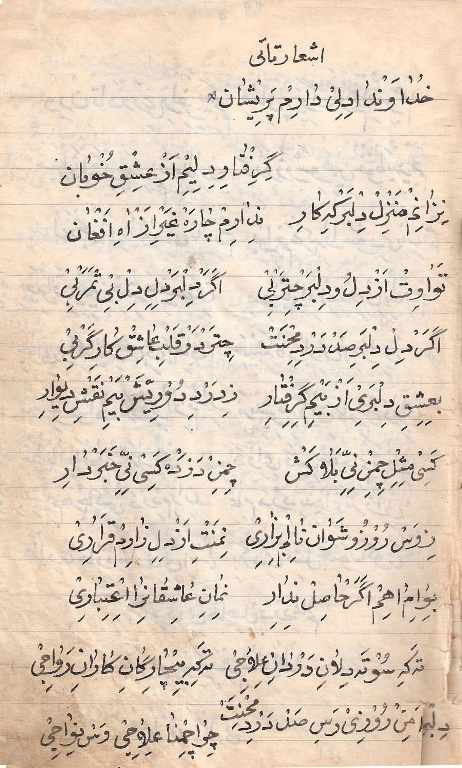
یک شعر به زبان باستانی تاتی، بیشتر واژه‌های این شعر مشابه زبان فارسی است.